# Viryinía Kravarióti
Viryinía Kravarióti (grec moderne : Βιργινία Κραβαριώτη), née le 27 avril 1984 à Athènes (Grèce), est une skipper grecque.

## Biographie
Viryinía Kravarióti se classe neuvième en dériveur solitaire Europe aux Jeux olympiques d'été de 2004. Elle est médaillée de bronze en 2008 en Yngling.